# Шатонеф Миравај
Шатонеф Миравај (фр. Châteauneuf-Miravail) насеље је и општина у Француској у региону Прованса-Алпи-Азурна обала, у департману Горњопровансалски Алпи која припада префектури Форсалкје.
По подацима из 2011. године у општини је живело 78 становника, а густина насељености је износила 3,96 становника/km². Општина се простире на површини од 19,7 km². Налази се на средњој надморској висини од 710 метара (максималној 1.628 m, а минималној 619 m).

## Демографија
| 1962. | 1968. | 1975. | 1982. | 1990. | 1999. | 2011. |
| ----- | ----- | ----- | ----- | ----- | ----- | ----- |
| 50    | 54    | 62    | 71    | 57    | 68    | 78    |

График промене броја становника у току последњих година